# Daily News (Tailândia)

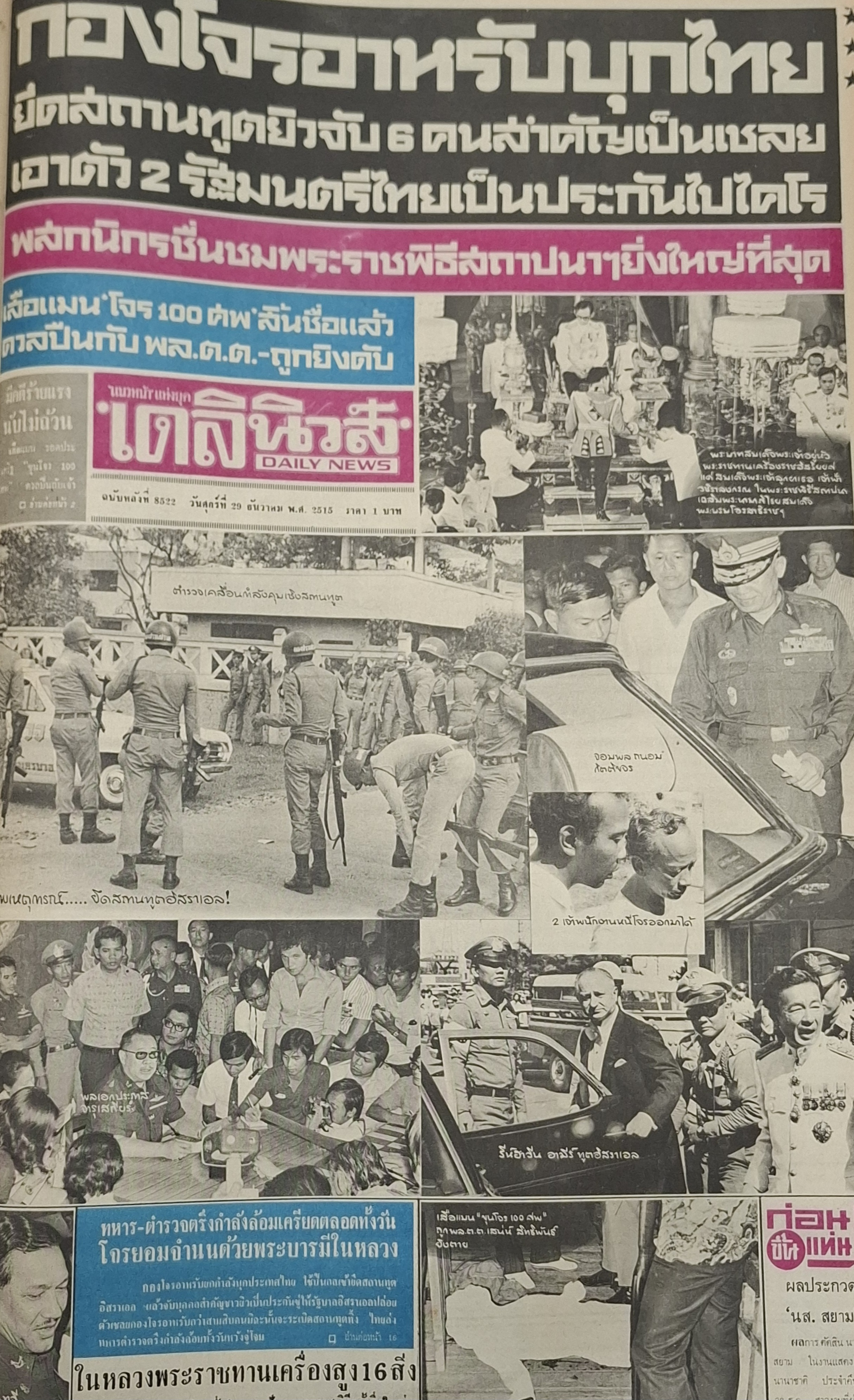

Daily News (em tailandês: เดลินิวส์) é um jornal da Tailândia de circulação diária, publicado em Bangkok e distribuído por todo o país. É publicado em língua tailandesa. É o segundo jornal mais vendido na Tailândia. Tem uma tiragem de mais de 900 mil exemplares diários.

## História
Daily News foi fundado por Saeng Hetrakul, que publicou a sua primeira edição em 28 março 1964. É um dos jornais mais antigos no idioma tailandês, com uma história de mais de 50 anos.